# Ghost Dance (groupe)
Pour les articles homonymes, voir Ghost Dance.
Ghost Dance est un groupe de rock gothique et post-punk britannique, originaire de Leeds, en Angleterre. Il est formé en 1985 par le guitariste Gary Marx, qui venait de quitter The Sisters of Mercy, et la chanteuse Anne-Marie Hurst, issue du groupe Skeletal Family. Le groupe se sépare en 1989. En 2019, Anne-Marie Hurst réactive Ghost Dance avec de nouveaux musiciens. 

## Biographie
En 1985, le guitariste Gary Marx et la chanteuse Anne-Marie Hurst qui viennent de former Ghost Dance, recrutent le bassiste Paul Etchells (dit Etch). La même année le batteur John Grant remplace la boîte à rythmes utilisée tout d'abord et surnommée Pandora. Le groupe sort son premier single, River of No Return, accompagné d'une reprise du morceau Both Ends Burnin de Roxy Music. Pour Marx la qualité sonore était plus que médiocre. Néanmoins, le single est publié en 1986. The Grip of Love est leur troisième single publié en 1986. Après le départ de Steve Smith (ex guitariste de Red Lorry Yellow Lorry), le nouveau guitariste Richard Steel est recruté pour jouer sur ce single. Le single face A est The Grip of Love (Bombay Mix), et la face B est Where Spirits Fly.
Le groupe signe sur le label indépendant Karbon Records créé par Nick Jones qui avait travaillé pour Merciful Release, le label fondé par Andrew Eldritch, puis décroche un contrat chez Chrysalis Records qui tourne court au bout d'un an. Leur première sortie chez Chrysalis est le single Down to the Wire qui atteint la 66e de l'UK Singles Chart ien juin 1989. Il s'accompagne du morceau live Gathering Dust Medley en face B.
Ghost Dance donne son dernier concert le 4 décembre 1989 à Amsterdam et se sépare quelque temps après. Le groupe aura publié plusieurs EP et singles, un seul album et une compilation.
En 2019, Anne-Marie Hurst reforme le groupe en s'entourant de nouveaux musiciens, Tim Walker à la guitare, Phil Noble à la basse et Dave Wood à la batterie, tous trois anciens membres du groupe Harlequyn. Le quatuor est rejoint en 2020 par le guitariste Stephen Derrig, issu du groupe Original Sin. Après une signature chez le label Voltage Records, la formation sort deux singles, Falling Down en 2021 et Jessamine en 2022, puis annonce préparer un nouvel album attendu pour 2023. 

## Membres
Membres actuels
- Anne-Marie Hurst – chant (1985–1989) (depuis 2019)
- Tim Walker – guitare (depuis 2019)
- Phil Noble – basse (depuis 2019)
- Dave Wood – batterie (depuis 2019)
- Stephen Derrig – guitare (depuis 2020)

Anciens membres
- Gary Marx – guitare (1985–1989)
- Paul « Etch » Etchells – basse (1985–1989)
- Steve Smith – guitare (1985–1986)
- Richard Steel – guitare (1986–1989)
- John Grant –  batterie (1986–1989)

## Discographie
- 1986 : River of No Return (EP)
- 1986 : Heart Full of Soul (single et EP)
- 1986 : The Grip of Love (single et EP)
- 1987 : A Word to the Wise (EP)
- 1988 : Gathering Dust (compilation regroupant les titres des 3 premiers singles et EP)
- 1989 : Down to the Wire (single et EP)
- 1989 : Introducing Ghost Dance (EP)
- 1989 : Stop the World (album)
- 1989 : Celebrate (single et EP)
- 2021 : Falling Down (single)
- 2022 : Jessamine (single)